# Transnationalité
La transnationalité est la notion qui définit ce qui dépasse le cadre d'une nation. Cette notion est liée au phénomène de la mondialisation. Elle est par exemple présente en économie dans l'évolution des entreprises multinationales et l'émergence de firmes transnationales.
Jürgen Habermas utilise aussi le terme (transnational ou postnational) dans le domaine politique. Face à l'affaiblissement de l'État-nation devant la mondialisation et les entreprises multinationales, il explore la voie d'une Europe transnationale pour retrouver un pouvoir de régulation (fiscale, sociale, économique) à l'échelle européenne, chaque État continuant à légiférer dans les domaines de sa compétence qui restent à sa portée.